# Ferrari 250 GTO
De Ferrari 250 GTO is een sportwagen gemaakt door het Italiaanse automerk Ferrari. De auto is begin jaren zestig ontworpen, en was bedoeld om deel te nemen aan meerdere races. Het getal in de naam staan voor de inhoud van elke cilinder in cm³, GTO staat voor Gran Turismo Omologato.

## Algemeen
Toen de 250 GTO in 1962 op de markt kwam kostte deze $18.000 in de Verenigde Staten. Tevens was persoonlijke instemming van Enzo Ferrari, oprichter en directeur, nodig voordat tot aanschaf kon worden overgegaan. In 1962/1963 werden 36 auto's geproduceerd. In 1964 werd een tweede serie onthuld, deze was alleen uiterlijk lichtelijk aangepast ten opzichte van het origineel. Van deze tweede editie werden slechts drie exemplaren gebouwd; daarnaast werden vier originele exemplaren omgebouwd tot het nieuwere model.
In 2004 plaatste het Amerikaanse tijdschrift Sports Car International de 250 GTO bovenaan de lijst van "Beste sportauto's van de jaren zestig". Motor Trend Classic, eveneens een Amerikaans tijdschrift benoemde de 250 GTO tot "Beste Ferrari aller tijden".

## Ontwerp en ontwikkeling

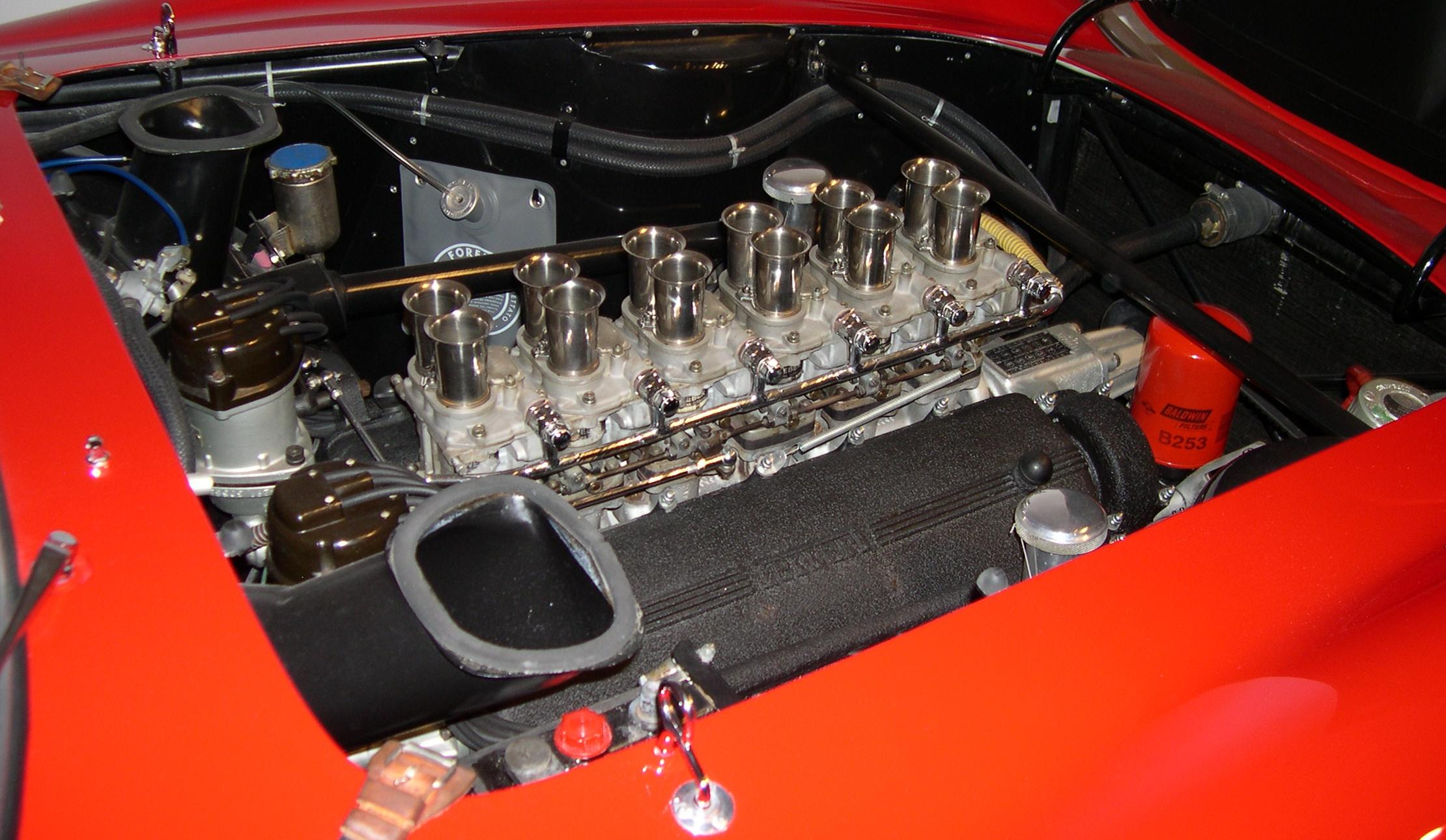
De V12 motor in de 250GT

De 250 GTO was oorspronkelijk ontworpen om deel te nemen aan GT-races. Opmerkelijk is echter dat Ferrari de auto bedoeld lijkt te hebben voor de gewone weg. In de jaren zestig was het voor Ferrari gebruikelijk om racewagens een even chassisnummer te geven en "gewone" auto's oneven nummers. Alle 250 GTO's kregen een oneven chassisnummer. De auto was gebaseerd op de 250 GT SWB. Hoofd van de technische afdeling, Giotto Bizzarrini, plaatste de 3.0L V12 motor uit de 250 Testa Rossa in het chassis van de 250 GT SWB en werkte met ontwerper Sergio Scaglietti om het koetswerk te ontwerpen. Nadat Bizzarrini was ontslagen, werkte Mauro Forghieri verder met Scaglietti. Anders dan de meeste Ferrari's is de 250 GTO niet ontworpen door een specifiek persoon of ontwerpbureau.
De rest van de auto was typisch voor een Ferrari uit de vroege jaren zestig: handgelast buizenframe, a-vormige voorophanging, actieve achteras, schijfremmen en Borrani spaakwielen. De versnellingsbak met vijf versnellingen was nieuw voor Ferrari raceauto's; de metalen plaat die het schakelpatroon in de auto liet zien wordt tot op de dag van vandaag in productiemodellen gebruikt. Het interieur was zeer beperkt, zelfs een snelheidsmeter ontbrak. Veel knoppen en hendels kwamen van een Fiat 500 en het gerucht gaat dat de auto gehaast in productie is gegaan en dat de originele stoelen gemaakt zijn van overalls van de werknemers.

## Racen
De regels opgelegd door de FIA stellen dat een auto minstens honderd keer geproduceerd moet zijn om te mogen deelnemen aan het GT kampioenschap. Van de 250 GTO werden echter slechts 39 stuks gebouwd. Desondanks werd de auto wegens onduidelijke redenen toch toegelaten in het kampioenschap. Enzo Ferrari zou de 250 GTO te hebben geregistreerd bij de FIA als een doorontwikkelde 250 GT SWB (hetzelfde chassis), waardoor het productie aantal van honderd exemplaren wel is bereikt voor homologatie.
De auto maakte zijn debuut in 1962 tijdens de 12 uur van Sebring en werd toen bestuurd door Amerikaan Phil Hill, regerend wereldkampioen Formule 1, en de Belgische coureur Olivier Gendebien. Hoewel ze eerst geïrriteerd waren dat ze een auto uit de GT klasse reden in plaats van een race-versie van de Ferrari Testa Rossa uit de Prototype-klasse verbaasden ze zichzelf en het publiek door tweede overall te finishen.
De 250 GTO was de laatste auto met de motor voorin die zich wist te handhaven in de top van het GT racen. Deze indeling zou snel verdwijnen en slechts bij historische autoraces nog opduiken.

## Verzamelwaarde
In de jaren zeventig en tachtig stegen vele klassieke auto's in waarde en de Ferrari 250 GTO, genoemd als de Ferrari die het meeste het hart van het merk toont, werd de duurste van allemaal.
Volgens een anonieme bron in de The Times bracht een door de FBI in beslag genomen GTO in 1988 bij een veiling 2 miljoen dollar op. In 1989, een hoogtepunt in de verkoop van klassiek auto's, kocht een man uit Japan een 250 GTO voor 14,6 miljoen dollar. In 1991 was de markt afgekoeld en werd een 250 GTO in Las Vegas verkocht voor 5,5 miljoen dollar. In 2008 kocht Chris Evans, een Engelse presentator, een 250 GTO van de voorzitter van Samsung Electronics voor een recordbedrag van 15,7 miljoen pond of 28,5 miljoen dollar.
In recente jaren blijven de prijzen voor veel gevraagde Ferrari's stijgen.
Zo legde een Amerikaanse miljardair op 31 mei 2012 op een veiling 35 miljoen dollar neer voor een Ferrari 250 GTO. Verkoper was de Nederlander Eric Heerema die de auto tien jaar eerder voor 8,5 miljoen dollar had gekocht. In 2014 werd een 250 GTO verkocht voor 38,1 miljoen dollar, in 2018 werd dat record verbroken door de verkoop van een rode GTO voor 48,4 miljoen dollar.
Er zijn 39 Ferrari's 250 GTO geproduceerd. Het model van 35 miljoen dollar, was speciaal gemaakt voor de Britse coureur Stirling Moss. Deze heeft er overigens nooit in gereden. Kort voordat de auto in 1962 was afgebouwd, zette Moss na een crash een punt achter zijn carrière.
De Ferrari heeft in 1962 nog wel in de 24-uursrace van Le Mans gereden. Dat was tevens de laatste race waarin de racewagen in actie kwam.

## Trivia
Omdat de waarde van een originele GTO naar astronomische waarde is gestegen zijn er wereldwijd bedrijven opgericht die een replica bouwen van de auto.

## Tijdlijn Ferrari-modellen 1960-heden
| Type                                  | Type       | 1960    | 1960    | 1960    | 1960    | 1960    | 1960    | 1960   | 1960     | 1960              | 1960              | 1970              | 1970              | 1970              | 1970              | 1970        | 1970      | 1970      | 1970      | 1970          | 1970          | 1980          | 1980          | 1980       | 1980       | 1980       | 1980        | 1980        | 1980        | 1980        | 1980       | 1990       | 1990      | 1990      | 1990      | 1990  | 1990  | 1990 | 1990 | 1990  | 1990  | 2000  | 2000  | 2000  | 2000  | 2000 | 2000 | 2000 | 2000 | 2000          | 2000          | 2010          | 2010          |     |
| Type                                  | Type       | 0       | 1       | 2       | 3       | 4       | 5       | 6      | 7        | 8                 | 9                 | 0                 | 1                 | 2                 | 3                 | 4           | 5         | 6         | 7         | 8             | 9             | 0             | 1             | 2          | 3          | 4          | 5           | 6           | 7           | 8           | 9          | 0          | 1         | 2         | 3         | 4     | 5     | 6    | 7    | 8     | 9     | 0     | 1     | 2     | 3     | 4    | 5    | 6    | 7    | 8             | 9             | 0             | 1             |     |
| motor voorin en achterwielaandrijving | GT         | 250     | 250     | 250     | 250     | 275     | 275     | 275    | 275      | 365 GTB/4 Daytona | 365 GTB/4 Daytona | 365 GTB/4 Daytona | 365 GTB/4 Daytona | 365 GTB/4 Daytona | 365 GTB/4 Daytona |             |           |           |           |               |               |               |               |            |            |            |             |             |             |             |            |            |           |           |           |       |       | 550  | 550  | 550   | 550   | 550   | 550   | 575M  | 575M  | 575M | 575M | 575M | 599  | 599           | 599           | 599           | 599           |     |
| motor voorin en achterwielaandrijving | GT         | America | America | America | America | 330     | 330     | 365    | 365      | 365 GTB/4 Daytona | 365 GTB/4 Daytona | 365 GTB/4 Daytona | 365 GTB/4 Daytona | 365 GTB/4 Daytona | 365 GTB/4 Daytona |             |           |           |           |               |               |               |               |            |            |            |             |             |             |             |            |            |           |           |           |       |       | 550  | 550  | 550   | 550   | 550   | 550   | 575M  | 575M  | 575M | 575M | 575M | 599  | 599           | 599           | 599           | 599           |     |
| motor voorin en achterwielaandrijving | 2+2        | 250GT   | 250GT   | 250GT   | 250GT   | 330GT   | 330GT   | 330GT  | 365GT    | 365GT             | 365GT             | 365GT             | GTC/4             | GTC/4             | GT4               | GT4         | GT4       | 400       | 400       | 400           | 400i          | 400i          | 400i          | 400i       | 400i       | 400i       | 412         | 412         | 412         | 412         | 412        |            |           | 456       | 456       | 456   | 456   | 456  | 456  | 456 M | 456 M | 456 M | 456 M | 456 M | 456 M | 612  | 612  | 612  | 612  | 612           | 612           | 612           | 612           |     |
| motor voorin en achterwielaandrijving | V8         |         |         |         |         |         |         |        |          |                   |                   |                   |                   |                   |                   |             |           |           |           |               |               |               |               |            |            |            |             |             |             |             |            |            |           |           |           |       |       |      |      |       |       |       |       |       |       |      |      |      |      |               | California    | California    | California    |     |
| middenmotor en achterwielaandrijving  | V6/V8      |         |         |         |         |         |         |        | Dino 206 | Dino 206          | Dino 246 GT       | Dino 246 GT       | Dino 246 GT       | Dino 246 GT       | Dino 246 GT       | Dino 246 GT | 308GTB    | 308GTB    | 308GTB    | 308GTB        | 308GTB        | 308i          | 308 QV        | 308 QV     | 308 QV     | 308 QV     | 328         | 328         | 328         | 328         | 348        | 348        | 348       | 348       | 348       | 348   | 348   |      |      |       | 360   | 360   | 360   | 360   | 360   | 360  | 360  |      |      |               |               | 458           | 458           | 458 |
| middenmotor en achterwielaandrijving  | V6/V8      |         |         |         | 246 GTS | 246 GTS | 246 GTS |        |          | Dino 206          | 308 GTS           | 308 GTS           | 308 GTS           | 208               | 208               | 208         | 208 Turbo | 208 Turbo | 208 Turbo | GTB/GTS Turbo | GTB/GTS Turbo | GTB/GTS Turbo | GTB/GTS Turbo |            |            |            |             | F355        | F355        | F355        | F355       | F355       | F355      |           |           |       |       | F430 | F430 | F430  | F430  | F430  | F430  | F430  |       |      |      |      |      |               |               |               |               |     |
| middenmotor en achterwielaandrijving  | 2+2        |         |         |         |         |         |         |        |          |                   |                   |                   |                   |                   | Dino GT4          | Dino GT4    | Dino GT4  | Dino GT4  | Dino GT4  | Dino GT4      | Dino GT4      | Mondial 8     | Mondial 8     | Mondial QV | Mondial QV | Mondial QV | 3.2 Mondial | 3.2 Mondial | 3.2 Mondial | 3.2 Mondial | Mondial t  | Mondial t  | Mondial t | Mondial t | Mondial t |       |       |      |      |       |       |       |       |       |       |      |      |      |      |               |               |               |               |     |
| middenmotor en achterwielaandrijving  | 12 cil.    |         |         |         |         |         |         |        |          |                   |                   |                   |                   |                   | 365BB             | 365BB       | 365BB     | 512 BB    | 512 BB    | 512 BB        | 512 BB        | 512 BB        | 512i BB       | 512i BB    | 512i BB    | Testarossa | Testarossa  | Testarossa  | Testarossa  | Testarossa  | Testarossa | Testarossa | 512TR     | 512TR     | 512TR     | F512M | F512M |      |      |       |       |       |       |       |       |      |      |      |      |               |               |               |               |     |
| Halo model                            | Halo model |         |         | 250 GTO | 250 GTO | 250 GTO | 250 LM  | 250 LM |          |                   |                   |                   |                   |                   |                   |             |           |           |           |               |               |               |               |            |            | 288 GTO    | 288 GTO     |             | F40         | F40         | F40        | F40        | F40       | F40       |           |       | F50   | F50  | F50  |       |       |       |       |       | Enzo  | Enzo | Enzo | P4/5 | P4/5 | FXX Evolution | FXX Evolution | FXX Evolution | FXX Evolution |     |
| Halo model                            | Halo model |         |         |         | 250 GTO | 250 GTO | 250 LM  | 250 LM | F50 GT   |                   |                   |                   | FXX               | FXX               |                   |             |           |           |           |               |               |               |               |            |            | 288 GTO    | 288 GTO     |             | F40         | F40         | F40        | F40        | F40       | F40       |           |       |       |      |      |       |       |       |       |       | Enzo  | Enzo | Enzo |      |      | FXX Evolution | FXX Evolution | FXX Evolution | FXX Evolution |     |